# RTMaps
 (mars 2018).
RTMaps d’Intempora est un environnement de développement logiciel et d’exécution orienté composant, qui permet aux utilisateurs d’horodater, d’enregistrer, de synchroniser et de rejouer des données issues de différents capteurs et bus véhicule,,.
La solution logiciel RTMaps a reçu une mention spéciale du Jury dans le cadre des Trophées de l'embarqué et des objets connectés.